# Brisinga distincta
Brisinga distincta är en sjöstjärneart som beskrevs av Percy Sladen 1889. Brisinga distincta ingår i släktet Brisinga och familjen Brisingidae. Inga underarter finns listade i Catalogue of Life.